# Úranos

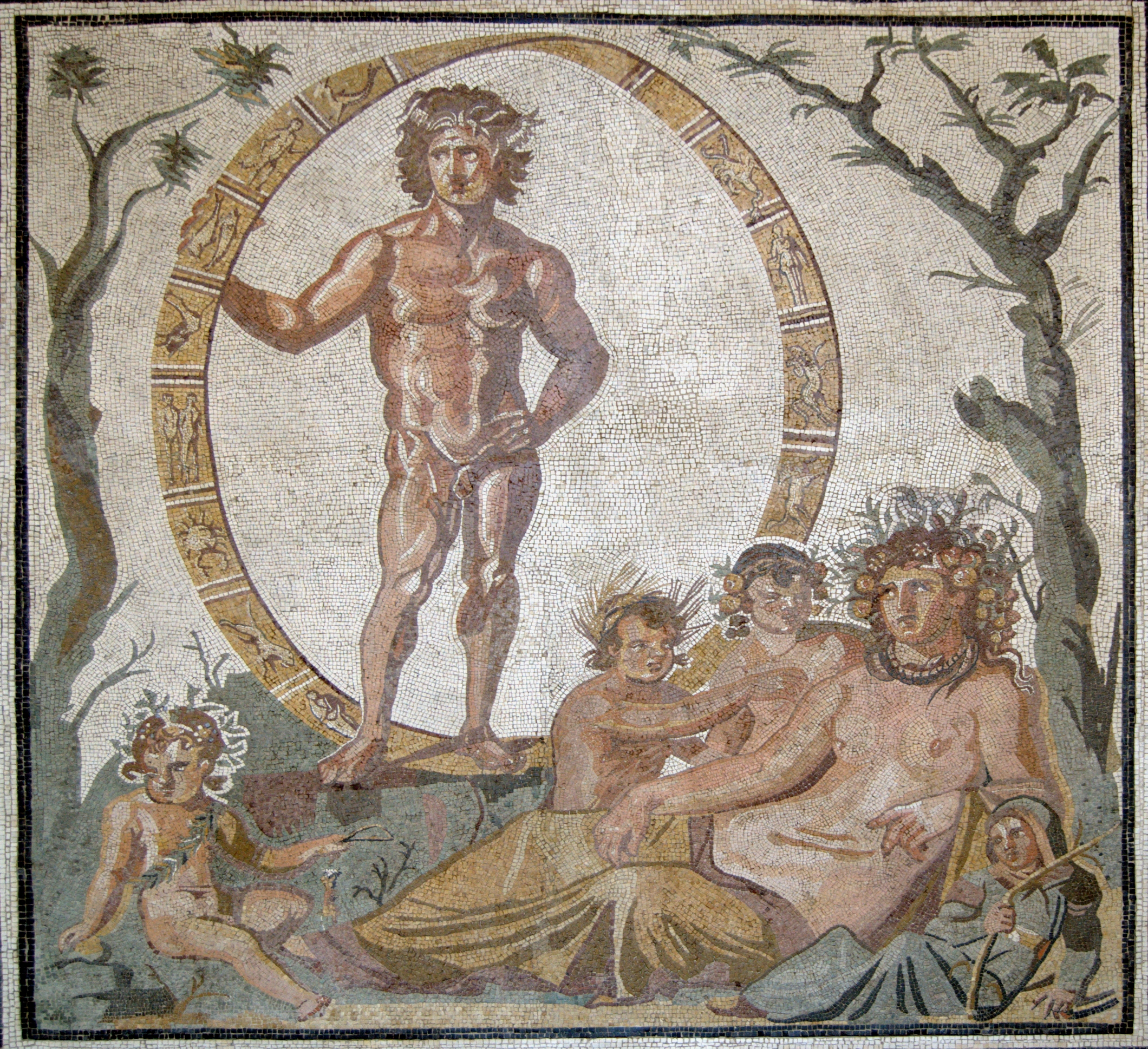
Tellus, římská bohyně ztotožněná s Gaiou, s čtyřmi dětmi, pravděpodobně ročními obdobími, ve společnosti Aióna-Úrana, synkretická mozaika z italského města Sentinum, přibližně 200–250 n. l., mnichovské muzeum Glyptothek.

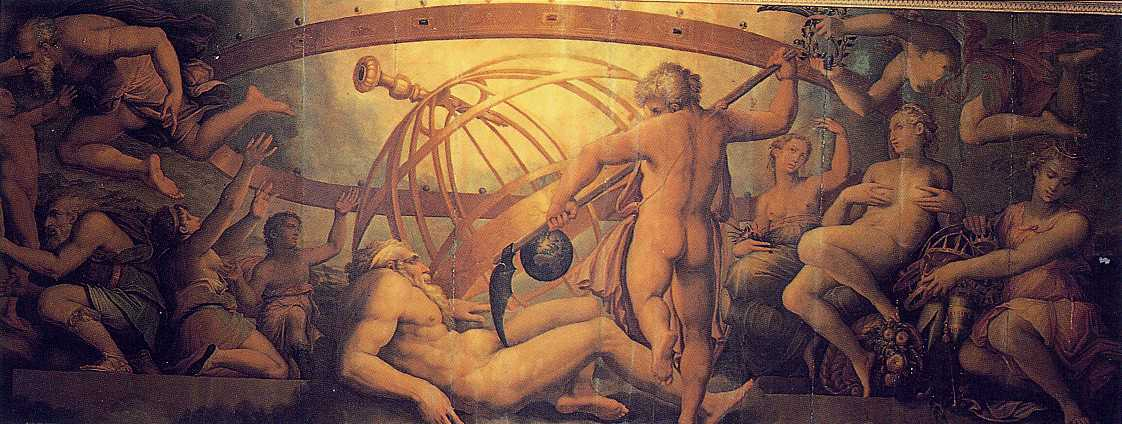
Kastrace Urana: freska od Giorgia Vasariho a Christofana Gherardiho, cca 1560 (Sala di Cosimo I, Palazzo Vecchio, Florencie)

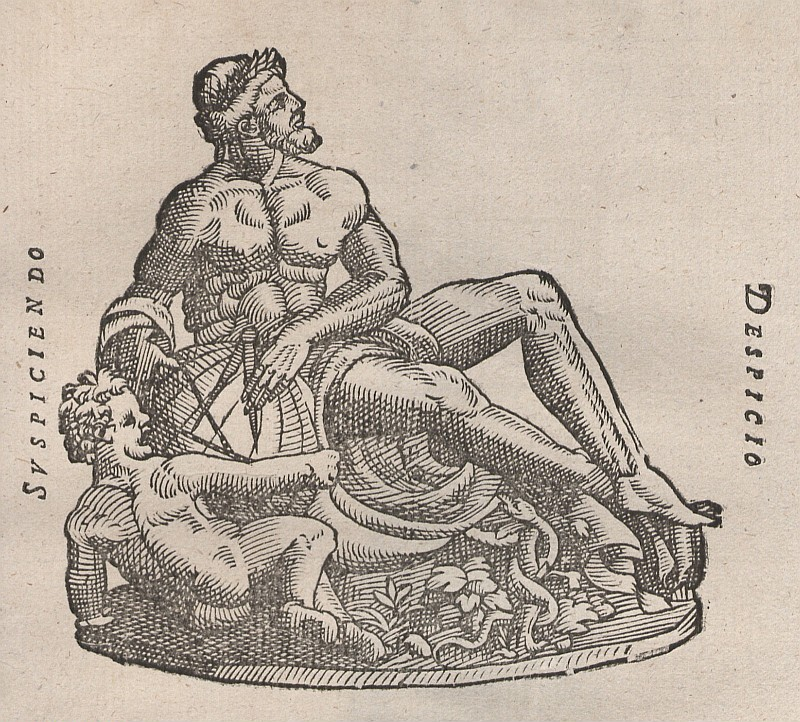
Tycho Brahe: Bůh Úranos

Úranos (latinsky Caelus) je v řecké mytologii první bůh nebes a nebe samo. Řecký výraz pro tohoto boha (Οὐρανός) byl také výrazem pro nebe. Po prvopočátečním Chaosu se zmocnil vlády nad světem.

## Historie
Byl zrozen samotnou Gaiou – Zemí. Když Úranos ovládl svět, spojili se v manželství a z něho vzešly děti Titáni:
- Ókeanos, Koios, Kríos, Hyperion, Íapetos a Kronos
- Theia, Rheia, Mnémosyné, Foibé, Themis a Téthys

Později následovali další potomci:
- tři Kyklópové – jednoocí obři
- tři Hekatoncheirové – obři s padesáti hlavami a stem rukou.

Úranos všechny své děti nenáviděl, zejména Hekatoncheiry, svrhl je do Tartaru, do nitra země, odkud nesměli ven. Matka Gaia ponoukala Titány, aby za to Úrana potrestali a zbavili ho vlády. Nakonec se odhodlal nejmladší Kronos, zbavil ho mužství a vlády a prohlásil se za vládce sám.
Z Úranovy krve zrodila Gaia obry Giganty a Erínye – bohyně pomsty. Podle některých verzí byla posledním jeho potomkem bohyně Afrodíté, zrozená z mořské pěny. Většinou je však uváděn jako její otec Zeus a matkou bohyně Dióna.
U Římanů se stal z Úrana Uranus, bůh nebe a otec Saturna, který byl ztotožněn s řeckým Kronem. Bůh Calus patří až do císařské doby.
Starořecká báje o bohu jménem Úranos může souviset s bájí staroindickou, kde by mu přibližně odpovídal bůh Varuna. Uvažovalo se dokonce o etymologické souvislosti, ta však není považovaná za pravděpodobnou.

## Manželky / děti
Všechny své potomky zplodil Uranus s Gaiou, kromě Afrodíté, která se zrodila z mořské pěny oplodněné genitáliemi vykastrovaného Urana. Seznam jeho potomků, včetně druhového zařazení:

### První děti
Titáni, starší bohové
1. Okeanos, nejstarší z titánů
2. Koios
3. Kríos
4. Hyperion
5. Iapetos
6. Mnémosyné
7. Foibé
8. Rheia
9. Téthys
10. Theia
11. Themis
12. Kronos, nejmladší z titánů, sesadil Urana. Pak byl sám sesazen Diem, svým nejmladším potomkem.

### Další děti
Kyklopové, jednoocí giganti
1. Brontés
2. Steropés
3. Argés

Hekatoncheirové
1. Briareós
2. Kottos
3. Gyés

### Potomci z Úranovy krve
Erínye, tři Fúrie
1. Alléktó
2. Megaira
3. Tísifoné

Giganti
1. Alkyoneus
2. Athos
3. Klytios
4. Enkelados
5. Echión

### Potomci z pěny, po kastraci
6 Melia, hamadryáda jasanu[zdroj?]
1. Afrodíté

## Planeta Uran
Po bohu Úranovi byla pojmenována planeta Uran, kterou 13. března 1781 dalekohledem objevil astronom William Herschel. Ten ji původně pojmenoval Georgium Sidus (Hvězda krále Jiřího) podle tehdejšího britského panovníka Jiřího III. Tento název nebyl přijat astronomy v ostatních částech Evropy. Například Francouzi přišli s pojmenováním po objeviteli. Německý astronom Johann Elert Bode navrhl název Uran jako logické pokračování názvů tehdy známých planet sluneční soustavy. Tento název se začal postupně prosazovat i v Anglii a nejpozději od roku 1850 plně nahradil dříve užívaný název.
Název planety Uran byl inspirací pro německého chemika Martina Heinricha Klaprotha, který v roce 1789 objevil a pojmenoval chemický prvek uran.